# Bernard Dumaine
Pour les articles homonymes, voir Dumaine.
Bernard Dumaine est un acteur français né Bernard Poirié à Angers le 15 mars 1926 et mort dans le 9e arrondissement de Paris le 5 octobre 2014. Il a joué des seconds rôles dans de nombreux films français des années 1960 à 80.

## Filmographie

### Cinéma
- 1953 : Le Guérisseur d'Yves Ciampi
- 1955 : Les deux font la paire d'André Berthomieu
- 1956 : À la Jamaïque d'André Berthomieu : le réceptionniste de l'hôtel
- 1958 : Cigarettes, Whisky et P'tites Pépées de Maurice Régamey : le chef de la douane
- 1960 : La Corde raide de Jean-Charles Dudrumet : l'homme à la cabine téléphonique
- 1961 : Un cheval pour deux de Jean-Marc Thibault : un autre portier du « Vin du Postillon »
- 1962 : L'Empire de la nuit de Pierre Grimblat
- 1963 : Clémentine chérie de Pierre Chevalier : un réalisateur de télévision
- 1966 : Le Grand Restaurant de Jacques Besnard : le client satisfait
- 1974 : Comment réussir quand on est con et pleurnichard de Michel Audiard : le réceptionniste PLM
- 1974 : Bons baisers... à lundi de Michel Audiard : le patron du bistrot
- 1974 : Comme un pot de fraises de Jean Aurel
- 1975 : Dupont Lajoie d'Yves Boisset : le brigadier de police
- 1979 : Nous maigrirons ensemble de Michel Vocoret
- 1980 : Inspecteur La Bavure : un inspecteur
- 1980 : Le Cheval d'orgueil de Claude Chabrol : le député Le Bail
- 1981 : L'Amour trop fort de Daniel Duval : le commerçant vote
- 1982 : Les Misérables de Robert Hossein : Mirat
- 1982 : Les Fantômes du chapelier de Claude Chabrol : Arnoult
- 1983 : Un chien dans un jeu de quilles de Bernard Guillou
- 1986 : Maine Océan de Jacques Rozier : le juge
- 1986 : Association de malfaiteurs de Claude Zidi : le patron du bistrot
- 1988 : Corps z'à corps d'André Halimi

### Télévision
- 1968 : Les Enquêtes du commissaire Maigret, épisode Signé Picpus de Jean-Pierre Decourt : Commissaire Cornuel
- 1970 : Au théâtre ce soir - Adieu Berthe : Jean Georges
- 1972 : Les Enquêtes du commissaire Maigret de Jean-Louis Muller, épisode Le Port des brumes : le capitaine du port
- 1973 : Les Mohicans de Paris : un policier
- 1973 : Un certain Richard Dorian, d'Abder Isker
- 1973 : Les Nouvelles Aventures de Vidocq, épisode L'Épingle noire de Marcel Bluwal
- 1973 : Les Enquêtes du commissaire Maigret, épisode Maigret et la jeune morte de Claude Boissol
- 1974 : Malaventure épisode Dans l'intérêt des familles de Joseph Drimal
- 1975 : Les Cinq Dernières Minutes, épisode Patte et griffe de Claude Loursais
- 1977 : Recherche dans l'intérêt des familles de Philippe Arnal
- 1978 : Le Franc-tireur
- 1978 : Les Folies Offenbach, épisode La Valse oubliée de Michel Boisrond
- 1978 :  Désiré Lafarge  épisode Pas de Whisky pour  Désiré Lafarge de Jean-Pierre Gallo
- 1979 : Fantômas : Anatole Deibler, le bourreau
- 1979 : Un juge, un flic de Denys de La Patellière, seconde saison (1979), épisode Un alibi en béton
- 1980 : La Mort en sautoir : l'inspecteur Michel Duplex
- 1981 : Julien Fontanes, magistrat, épisode La dixième plaie d'Égypte de Patrick Jamain
- 1982 : Les Cinq Dernières Minutes, épisode L'Impasse des brouillards de Claude Loursais
- 1985 : Les Cinq Dernières Minutes - Crime sur Megahertz de Joannick Desclers
- 1988 : Les Cinq Dernières Minutes - Le fantôme de la Villette de Roger Pigaut

## Théâtre
- 1987 : Kean (Théâtre Marigny)
- 2006 : Amitiés sincères : François (Théâtre Édouard VII)
- 2007 : Mon père avait raison (Théâtre Édouard VII)